# RoBowl
RoBowl este finala Campionatului Național de fotbal american (CNFA) al României. Prima ediție a avut loc în anul 2010. Bucharest Rebels este cea mai titrată echipă, cu opt titluri câștigate.

## Finalele
| Sezon | Dată              | Câștigătoare       | Finalistă          | Scor  | Oraș        | Locul disputării finalei       | Sursa |
| ----- | ----------------- | ------------------ | ------------------ | ----- | ----------- | ------------------------------ | ----- |
| I     | 21 noiembrie 2010 | Bucharest Warriors | Cluj Crusaders     | 56-12 | București   | Ghencea Rugby 2                | [ 1 ] |
| II    | 2011 - meci tur   | Bucharest Warriors | Cluj Crusaders     | 14-6  | București   | CSS1 Pajura                    | [ 1 ] |
| II    | 2011 - meci retur | Cluj Crusaders     | Bucharest Warriors | 20-15 | Cluj-Napoca | Parcul Sportiv Iuliu Hațieganu | [ 1 ] |
| III   | 2012 - meci tur   | Cluj Crusaders     | Bucharest Rebels   | 16-26 | Cluj-Napoca | Baza Sportivă Apahida          | [ 1 ] |
| III   | 2012 - meci retur | Bucharest Rebels   | Cluj Crusaders     | 7-20  | București   | Complexul Studențesc Tei       | [ 1 ] |
| IV    | 2013              | Cluj Crusaders     | Timișoara 89ers    | 14-8  | Cluj-Napoca | Cluj Arena                     | [ 1 ] |
| V     | 6 iulie 2014      | Bucharest Rebels   | Timișoara 89ers    | 18-12 | Timișoara   | Stadionul Dan Păltinișanu      | [ 1 ] |
| VI    | 14 iunie 2015     | Bucharest Rebels   | Cluj Crusaders     | 2-0   | Cluj-Napoca | Cluj Arena                     | [ 1 ] |
| VII   | 25 iunie 2016     | Bucharest Rebels   | Cluj Crusaders     | 46-18 | București   | Stadionul de Rugby Steaua      | [ 1 ] |
| VIII  | 25 iunie 2017     | Cluj Crusaders     | Bucharest Warriors | 17-12 | Buftea      | Stadionul Orășenesc            | [ 1 ] |
| IX    | 30 iunie 2018     | Cluj Crusaders     | Bucharest Rebels   | 10-0  | Reșița      | Stadionul Mircea Chivu         | [ 1 ] |
| X     | 15 iunie 2019     | Bucharest Rebels   | Timișoara 89ers    | 34-14 | Ghiroda     | Stadionul Emilian Pavel        | [ 2 ] |
| XI    | 27 noiembrie 2021 | Bucharest Rebels   | Mureș Monsters     | 40-30 | București   | Stadionul Metrorex             | [ 3 ] |
| XII   | 4 decembrie 2022  | Bucharest Rebels   | Mureș Monsters     | 48-28 | Târgu Mureș | Stadionul Strada Insulei       | [ 4 ] |
| XIII  | 25 noiembrie 2023 | Bucharest Rebels   | Reșița Locomotives | 34-28 | București   | Stadionul Metrorex             | [ 5 ] |
| IV    | 23 noiembrie 2024 | Bucharest Rebels   | Banat Team         | 48-19 | Reșița      | Stadionul Mircea Chivu         | [ 6 ] |

## Campioane
| Locul | Club Sportiv       | Campioni | Sezoane                                        |
| ----- | ------------------ | -------- | ---------------------------------------------- |
| 1     | Bucharest Rebels   | 8        | 2014, 2015, 2016, 2019, 2021, 2022, 2023, 2024 |
| 2     | Cluj Crusaders     | 4        | 2012, 2013, 2017, 2018                         |
| 3     | Bucharest Warriors | 2        | 2010, 2011                                     |